# مارتينا مونتيليوس
مارتينا مونتيليوس (بالسويدية: Martina Montelius)‏ (من مواليد 19 يوليو 1975) هي مؤلفة وكاتبة سويدية. وقد كتبت العديد من المسرحيات، ونشرت ثلاث روايات وعملت أيضًا كمخرجة فنية.